# بيتر ليندسي
بيتر ليندسي (29 مايو 1944 - )  (بالإنجليزية: Peter Lindsey)‏ هو لاعب كريكت بريطاني.